# Piet de Bekker
Petrus Johannes Josephus Maria (Piet) de Bekker (Empel, 17 april 1921 – Breda, 5 januari 2013) was een Nederlands burgemeester.
Hij begon zijn carrière als ambtenaar in zijn geboorteplaats en hij vervolgde zijn ambtelijke loopbaan in Den Bosch. Hij werkte daarna nog in Den Haag, Zwolle en Breda voor De Bekker eind 1972 benoemd werd tot burgemeester van Wanroij. Hij bekleedde die functie tot medio 1985.
De Bekker overleed begin 2013 op 91-jarige leeftijd.

## Familie
Hij was familie van Leo de Bekker (onder meer wethouder van Empel en Meerwijk en Tweede Kamerlid voor de KVP) en zijn eigen zoon Felix de Bekker was CDA-wethouder in Etten-Leur.